# Boscia oulastreae
Boscia oulastreae is een zeepokkensoort uit de familie van de Pyrgomatidae. De wetenschappelijke naam van de soort is voor het eerst geldig gepubliceerd in 1962 door Utinomi.